# Phytophthora katsurae
Phytophthora katsurae là một sinh vật gây bệnh cho cây. Nó được cô lập lần đầu từ các cây dẻ Trùng Khánh (Castanea) ở Nhật Bản. Nó cũng được báo cáo từ Đài Loan, Papua New Guinea, Australia và Triều Tiên.